# Louis François II. de Bourbon
Louis François II. de Bourbon (1. září 1734 Paříž – 13. března 1814 Barcelona) byl poslední kníže de Conti, potomek vedlejší větve rodu Bourbonů, kteří vládli Francii až do roku 1848. Jeho titul byl čestný a nenosil jakékoli územní kompetence.

## Život
Narodil se 1. září 1734 v Hôtel de Conti, pokřtěn byl za přítomnosti krále a královny. V roce 1776 se stal následníkem svého otce Louise François I. de Bourbona jako hlava největší mladší větve rodu Bourbonů. Jeho matkou byla Luisa Diana Orleánská, nejmladší dcera Filipa II. Orleánského, regenta Francie během nezletilosti Ludvíka XV. Od narození byl znám jako comte de La Marche. Jeho matka zemřela 26. srpna 1736 po porodu dítěte, které nepřežilo. Po její smrti jeho otec odešel od dvora do Château de L'Isle-Adam, kde se věnoval své lásce k lovu, ačkoli by později vyšla najevo jeho význačná vojenská kariéra.
Dne 17. května 1750 byl ve Versailles jmenován rytířem Řádu sv. Ducha. Během Sedmileté války (1756–1763) se jako maréchal de camp zúčastnil Bitvy u Hastenbecku v červenci 1757 a bitvy u Krefeldu v červnu 1758.
Jeho manželkou byla jeho sestřenice, Marie Fortunata d'Este (1734–1803), čtvrtá dcera Francesca III. d'Este, vévody z Modeny a jeho manželky, Charlotty Aglaé Orleánské, která byla starší sestrou Louisovy matky, Louis byl tak bratrancem Ludvíka Filipa II. Orleánského. Manželská smlouva byla podepsána 3. ledna 1759 v Miláně francouzským velvyslancem u turínského dvora. Svatba v zastoupení se konala 7. února toho roku v Miláně, osobně pak 27. února v Nangis-en-Brie ve Francii. Marie Fortunata dostala věno ve výši jednoho miliónu livrů. Krom toho, po příjezdu do Francie její manžel získal 150 000 livrů od Ludvíka XV. Mladá hraběnka de La Marche byla představena králi a zbytku královské rodiny 5. března 1759 Luisou Alžbětou Bourbonskou, vdovou po princovi de Conti, Louisovou babičkou. V roce 1770 byli jedním z dvanácti párů pozvaných na večeři novomanželů, Ludvíka XVI. a Marie Antoinetty v opeře ve Versailles, která byla vybudována pro královskou svatbu. Pár neměl děti. Louis François měl nelegitimní potomky, narozené v letech 1761 a 1767, s Marií Annou Véronèse, známou jako Mademoiselle Coraline, bývalou tanečnicí v italském divadle.
Po smrti otce se s manželkou 12. června 1777 oficiálně rozešli, což bylo předzvěstí zániku rodu Bourbon-Conti. Marie Fortunata odešla na zámek Triel. Zemřela 21. září 1803 v Benátkách při útěku z Francie během revoluce, když cestovala pod jménem comtesse de Triel.
V boji mezi kancléřem a parlamentem byl na straně Maupeoua, v roce 1788 prohlásil, že musí být zachována integrita ústavy. Emigroval, ale odmítl se zúčastnit plánů invaze do Francie. Do své rodné země se vrátil v roce 1790.
V roce 1793 Národní konvent nařídil jeho zatčení, byl sice propuštěn, ale zkonfiskovali mu veškerý jeho majetek. Poté dostával důchod. Nicméně, v roce 1797 Direktorium rozhodlo o vyhnání posledních Bourbonů. Spolu se svými příbuznými, kteří ještě byli ve Francii a nezemřeli za revoluce, byl vyhnán do Španělska. Vypovězen na místo nedaleko Barcelony, žil v chudobě. Odmítal sdílet pozemky s monarchisty, žil proto osamoceně v Barceloně až do své smrti v roce 1814, čímž princové de Conti vymřeli.
Ještě před restaurací Bourbonů byl pochován nejprve v église Saint-Michel. Během vlády Ludvíka Filipa, byl 2. dubna 1844 přemístěn do Chapelle royale de Dreux.

## Vývod z předků
|                               |                                |  |              |                                      |  |  |  |  |  |  |  | Armand Bourbon-Conti |
|                               |                                |  |              |                                      |  |  |  |  |  |  |  |                      |
|                               | František Ludvík Bourbon-Conti |  |              |                                      |  |  |  |  |  |  |  |                      |
|                               |                                |  |              |                                      |  |  |  |  |  |  |  |                      |
|                               |                                |  |              | Anna Marie Martinozzi                |  |  |  |  |  |  |  |                      |
|                               |                                |  |              |                                      |  |  |  |  |  |  |  |                      |
|                               | Ludvík Armand Bourbonský       |  |              |                                      |  |  |  |  |  |  |  |                      |
|                               |                                |  |              |                                      |  |  |  |  |  |  |  |                      |
|                               |                                |  |              | Jindřich Jules Bourbon-Condé         |  |  |  |  |  |  |  |                      |
|                               |                                |  |              |                                      |  |  |  |  |  |  |  |                      |
|                               | Marie Tereza Bourbonská        |  |              |                                      |  |  |  |  |  |  |  |                      |
|                               |                                |  |              |                                      |  |  |  |  |  |  |  |                      |
|                               |                                |  |              | Anna Henrietta Bavorská              |  |  |  |  |  |  |  |                      |
|                               |                                |  |              |                                      |  |  |  |  |  |  |  |                      |
|                               | Louis François I. de Bourbon   |  |              |                                      |  |  |  |  |  |  |  |                      |
|                               |                                |  |              |                                      |  |  |  |  |  |  |  |                      |
|                               |                                |  |              | Jindřich Jules Bourbon-Condé         |  |  |  |  |  |  |  |                      |
|                               |                                |  |              |                                      |  |  |  |  |  |  |  |                      |
|                               | Ludvík III. Bourbon-Condé      |  |              |                                      |  |  |  |  |  |  |  |                      |
|                               |                                |  |              |                                      |  |  |  |  |  |  |  |                      |
|                               |                                |  |              | Anna Henrietta Bavorská              |  |  |  |  |  |  |  |                      |
|                               |                                |  |              |                                      |  |  |  |  |  |  |  |                      |
|                               | Luisa Alžběta Bourbonská       |  |              |                                      |  |  |  |  |  |  |  |                      |
|                               |                                |  |              |                                      |  |  |  |  |  |  |  |                      |
|                               |                                |  |              | Ludvík XIV.                          |  |  |  |  |  |  |  |                      |
|                               |                                |  |              |                                      |  |  |  |  |  |  |  |                      |
|                               | Luisa Františka Bourbonská     |  |              |                                      |  |  |  |  |  |  |  |                      |
|                               |                                |  |              |                                      |  |  |  |  |  |  |  |                      |
|                               |                                |  |              | Madame de Montespan                  |  |  |  |  |  |  |  |                      |
|                               |                                |  |              |                                      |  |  |  |  |  |  |  |                      |
| Louis François II. de Bourbon |                                |  |              |                                      |  |  |  |  |  |  |  |                      |
|                               |                                |  |              |                                      |  |  |  |  |  |  |  |                      |
|                               |                                |  | Ludvík XIII. |                                      |  |  |  |  |  |  |  |                      |
|                               |                                |  |              |                                      |  |  |  |  |  |  |  |                      |
|                               | Filip I. Orleánský             |  |              |                                      |  |  |  |  |  |  |  |                      |
|                               |                                |  |              |                                      |  |  |  |  |  |  |  |                      |
|                               |                                |  |              | Anna Rakouská                        |  |  |  |  |  |  |  |                      |
|                               |                                |  |              |                                      |  |  |  |  |  |  |  |                      |
|                               | Filip II. Orleánský            |  |              |                                      |  |  |  |  |  |  |  |                      |
|                               |                                |  |              |                                      |  |  |  |  |  |  |  |                      |
|                               |                                |  |              | Karel I. Ludvík Falcký               |  |  |  |  |  |  |  |                      |
|                               |                                |  |              |                                      |  |  |  |  |  |  |  |                      |
|                               | Alžběta Šarlota Falcká         |  |              |                                      |  |  |  |  |  |  |  |                      |
|                               |                                |  |              |                                      |  |  |  |  |  |  |  |                      |
|                               |                                |  |              | Šarlota Hesensko-Kasselská           |  |  |  |  |  |  |  |                      |
|                               |                                |  |              |                                      |  |  |  |  |  |  |  |                      |
|                               | Luisa Diana Orleánská          |  |              |                                      |  |  |  |  |  |  |  |                      |
|                               |                                |  |              |                                      |  |  |  |  |  |  |  |                      |
|                               |                                |  |              | Ludvík XIII.                         |  |  |  |  |  |  |  |                      |
|                               |                                |  |              |                                      |  |  |  |  |  |  |  |                      |
|                               | Ludvík XIV.                    |  |              |                                      |  |  |  |  |  |  |  |                      |
|                               |                                |  |              |                                      |  |  |  |  |  |  |  |                      |
|                               |                                |  |              | Anna Rakouská                        |  |  |  |  |  |  |  |                      |
|                               |                                |  |              |                                      |  |  |  |  |  |  |  |                      |
|                               | Františka Marie Bourbonská     |  |              |                                      |  |  |  |  |  |  |  |                      |
|                               |                                |  |              |                                      |  |  |  |  |  |  |  |                      |
|                               |                                |  |              | Gabriel de Rochechouart de Mortemart |  |  |  |  |  |  |  |                      |
|                               |                                |  |              |                                      |  |  |  |  |  |  |  |                      |
|                               | Madame de Montespan            |  |              |                                      |  |  |  |  |  |  |  |                      |
|                               |                                |  |              |                                      |  |  |  |  |  |  |  |                      |
|                               |                                |  |              | Diane de Grandseigne                 |  |  |  |  |  |  |  |                      |
|                               |                                |  |              |                                      |  |  |  |  |  |  |  |                      |